# Костюченко, Дарина Игоревна
Дари́на Сергеевна Солоненко (дев. Костюченко) (29 августа 1996, Гомель) — белорусская гребчиха-каноистка, выступает за сборную Беларуси с 2013 года. Чемпионка мира и Европы, победительница национальных и молодёжных регат. На соревнованиях представляет Гомельскую область, мастер спорта международного класса.

## Биография
Дарина Солоненко (Костюченко) родилась 29 августа 1996 года в Гомеле. В детстве пробовала себя в плавании, дзюдо, фигурном катании, лёгкой атлетике, однако в конечном счёте сделала выбор в пользу гребли. Активно заниматься греблей начала в возрасте девяти лет, проходила подготовку в гомельской специализированной детско-юношеской школе олимпийского резерва № 6 и в гомельской областной школе высшего спортивного мастерства, тренировалась у таких специалистов как В. В. Сазонов и В. В. Зацепа. Состоит в спортивном клубе Министерства спорта и туризма Республики Беларусь.
Первого серьёзного успеха добилась в 2012 году на юниорском чемпионате Европы в Португалии, выиграв серебро в полукилометровом заезде двоек. Год спустя завоевала золотую медаль на молодёжном чемпионате Европы в Польше и две золотые медали на молодёжном чемпионате мира в Канаде — в одиночках на дистанции 200 метров и в двойках на дистанции 500 метров.
На взрослом уровне Солоненко (Костюченко) впервые заявила о себе в сезоне 2014 года, когда попала в основной состав белорусской национальной сборной и благодаря череде удачных выступлений удостоилась права защищать честь страны на чемпионате Европы в немецком Бранденбурге. Вместе с напарницей Ольгой Климовой выиграла серебряную награду в гонке каноэ-двоек на дистанции 500 метров, уступив лидерство команде Венгрии. Позже в той же дисциплине выступала на чемпионате мира в Москве, вновь проиграла венгеркам и заняла второе место, при этом её напарницей была Камилла Бобр.
За выдающиеся спортивные достижения удостоена звания мастера спорта международного класса.